# Kružnice vepsaná
Kružnice vepsaná mnohoúhelníku má tyto vlastnosti:
- leží celá uvnitř mnohoúhelníku
- dotýká se všech stran mnohoúhelníku

Mnohoúhelník, kterému lze vepsat kružnici, se nazývá tečnový, protože jeho strany jsou tečnami vepsané kružnice.

## Kružnice vepsaná trojúhelníku

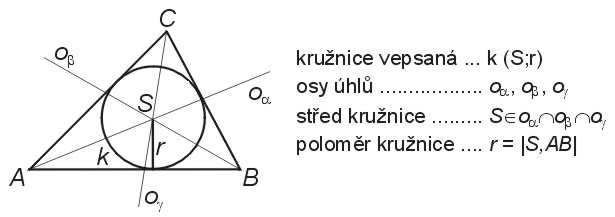
Kružnice vepsaná trojúhelníku a její konstrukce

Kružnice vepsaná trojúhelníku má střed v průsečíku os vrcholových úhlů trojúhelníku. Vzorec pro výpočet poloměru této kružnice je následující
{\displaystyle r={\frac {2S}{o}},}
kde {\displaystyle S} je obsah a {\displaystyle o} je obvod trojúhelníku. Kružnice vepsaná leží uvnitř kružnice devíti bodů, s níž má vnitřní dotyk. Každý trojúhelník je triviálně tečnovým mnohoúhelníkem své vepsané kružnice.

### Gergonnův bod
Spojnice dotykových bodů kružnice vepsané s protějšími vrcholy trojúhelníka se protínají v jednom bodě, který se nazývá Gergonnův bod, po francouzském matematikovi Josephu Gergonneovi. Gergonnův bod vždy leží uvnitř trojúhelníku.
Popis obrázku:
- ΔABC
- a, b, c – strany
- oa, ob, oc – osy úhlů

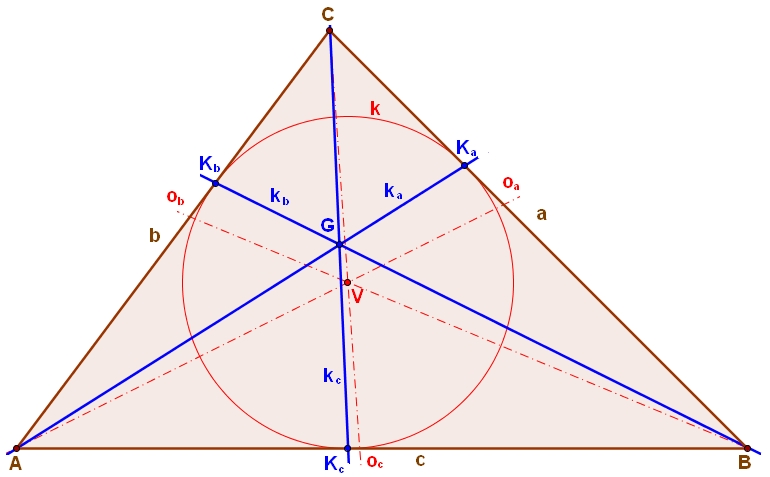
Gergonnův bod

- V – průsečík os úhlů (střed kružnice vepsané)
- k – kružnice vepsaná
- Ka, Kb, Kc – dotykové body kružnice vepsané
- ka, kb, kc – spojnice dotykových bodů s protejšími vrcholy
- G – Gergonnův bod